# Rogowszczyzna
Rogowszczyzna (deutsch Konradsfelde, bis 1911 Rogowszisna) ist ein kleiner Ort in der polnischen Woiwodschaft Ermland-Masuren und gehört zur Landgemeinde Świętajno (Schwentainen) im Powiat Olecki (Kreis Oletzko, 1933 bis 1945 Kreis Treuburg).

## Geographische Lage
Rogowszczyzna liegt am Nordufer des Dworatzker Sees (1938 bis 1945 Herrendorfer See, polnisch Jezioro Dworackie) im Osten der Woiwodschaft Ermland-Masuren, zwölf Kilometer südwestlich der Kreisstadt Olecko (Marggrabowa, 1928 bis 1945 Treuburg).

## Geschichte
Der heutige Weiler (polnisch osada) wurde 1814 unter der Bezeichnung Abbau Rogowski als kleiner Gutsort gegründet und hieß ab 16. August 1815 Rogowszysnen, nach 1818 Rogowszyzna und bis 1911 Rogowszisna. Der Gutsort war Teil der Landgemeinde Schwentainen (polnisch Świętajno) im Kreis Oletzko (1933 bis 1945 Kreis Treuburg) im Regierungsbezirk Gumbinnen der preußischen Provinz Ostpreußen. Im Jahre 1905 zählte er 34 Einwohner in drei Wohnhäusern. Am 2. November 1911 wurde das Dorf in „Konradsfelde“ umbenannt.
In Kriegsfolge kam der Ort 1945 mit dem gesamten südlichen Ostpreußen zu Polen und erhielt die polnische Namensform „Rogowszczyzna“. Heute ist er eine Ortschaft im Verbund der Landgemeinde Świętajno (Schwentainen) im Powiat Olecki (Kreis Oletzko, 1933 bis 1945 Kreis Treuburg), vor 1998 der Woiwodschaft Suwałki, seither der Woiwodschaft Ermland-Masuren zugehörig.

## Kirche
Bis 1945 war Konradsfelde in die evangelische Kirche Schwentainen in der Kirchenprovinz Ostpreußen der Kirche der Altpreußischen Union und in die katholische Pfarrkirche Marggrabowa (1928 bis 1945 Treuburg, polnisch Olecko) im Bistum Ermland eingepfarrt. Heute gehört Rogowszczyzna zur evangelischen Kirchengemeinde Wydminy (Widminnen), einer Filialgemeinde der Pfarrei Giżycko (Lötzen) in der Diözese Masuren der Evangelisch-Augsburgischen Kirche in Polen, bzw. zur katholischen Pfarrkirche Świętajno (Schwentainen) im Bistum Ełk (Lyck) der Römisch-katholischen Kirche in Polen.

## Verkehr
Rogoszczyzna ist von der Woiwodschaftsstraße DW 655 aus über Dunajek (Duneyken, 1938 bis 1945 Duneiken) und Świętajno (Schwentainen) auf einer Nebenstraße zu erreichen. Zwischen 1911 und 1945 war Konradsfelde Bahnstation an der Bahnstrecke Marggrabowa–Schwentainen, die von den Oletzkoer Kleinbahnen (Treuburger Kleinbahnen) befahren wurde. In Kriegsfolge wurde der Betrieb auf dieser Strecke eingestellt.